# Hardlopen
Hardlopen, in Vlaanderen ook lopen genoemd, is een vorm van atletiek. Hier kunnen mensen recreatief dan wel in wedstrijdverband aan deelnemen. Dit artikel handelt over hardlopen in de recreatieve sfeer.
Duurloop is hardlopen voor langere duur en is een vorm van duursport. Joggen is een specifieke vorm van hardlopen. Trimmen is een containerbegrip voor meerdere vormen van sport waaronder hardlopen en kan worden beoefend op een trimbaan.

## Medisch
Hardlopen traint het uithoudingsvermogen en zorgt dat spieren worden opgebouwd. Sport kan het lichaam voorzien in de beweging die het nodig heeft. Er zijn studies die aangeven dat sporten veel voordelen oplevert. Hardlopen kan er ook toe bijdragen dat de sporter mentale kracht opbouwt; een gezonde geest in een gezond lichaam.
Er zijn mensen voor wie het onverstandig is om zomaar voluit te gaan trainen. Voor mensen met een medisch verleden en mensen met een leeftijd van boven de 40 jaar kan het belangrijk zijn om, voordat ze gaan trainen, een medische sportkeuring aan te vragen. Het advies kan zijn om begeleid te gaan sporten; soms wordt aanbevolen om in plaats van te gaan hardlopen bijvoorbeeld te gaan zwemmen, wandelen of fietsen. Het advies om niet te gaan sporten wordt zelden gegeven.
Wanneer men begint met lopen is het vooral belangrijk om de tijd te nemen en rustig de trainingsintensiteit op te bouwen. Het is gebruikelijk om bij een vereniging aan te sluiten; de trainers zorgen hier voor advies zodat de loper minder snel geblesseerd raakt. Hardlopen kan men bijna bij elk weertype doen; alleen bij storm, ijzel, onweer en extreme hitte of koude is het onverstandig.
Om te kunnen hardlopen wordt het dragen van goede hardloopschoenen vaak aangeraden. Als dit niet het geval is, wordt de kans op een blessure groter geacht. Hier is overigens geen enkel wetenschappelijk bewijs voor. Verder zijn een comfortabel, functioneel (ademend en vocht-afvoerend) shirt en broek gewenst om zo comfortabel mogelijk te kunnen lopen.

## Vocht
Bij duurlopen langer dan een half uur en bij warm weer is het belangrijk om onderweg te drinken om het verlies aan vocht door transpireren te compenseren. Gewoon water is een mogelijkheid, maar water verblijft relatief lang in de maag wat door veel hardlopers als onplezierig wordt ervaren. Sportdrank is beter geschikt omdat hieraan zouten en mineralen zijn toegevoegd, die ervoor zorgen dat de drank sneller in het lichaam wordt opgenomen. Tevens wordt het verlies van zouten en mineralen gecompenseerd, die zich in het transpiratievocht bevinden. Te veel drinken is echter ook niet goed. Wetenschappelijk onderzoek heeft aangetoond dat een lichaam per uur slechts een beperkte hoeveelheid vocht kan opnemen en verwerken. Het teveel aan drank hoopt zich op in de maag en veroorzaakt vervelende bijverschijnselen. Hoeveel drank dus per uur geschikt is voor een individu, kan alleen proefondervindelijk tijdens duurlopen worden uitgezocht. Experimenteren is hier het advies. Er zijn tevens verscheidene drinkriemen te verkrijgen voor het transport.

## Schoenen
Hardloopschoenen zijn gemaakt om op hard te lopen. Dit betekent dat ze berekend zijn op de belasting die bij hardlopen plaatsvindt. Volgens specialisten dienen hardlopers hun schoenen na 1000 à 1500 kilometer te vervangen. Na die afstand of periode dempen de hardloopschoenen de schokken namelijk niet meer effectief. Bij het passen van hardloopschoenen is het belangrijk dat er op de schoenen daadwerkelijk hard gelopen wordt. Zo moet er voldoende ruimte voor de voet zijn ter voorkoming van "blauwe nagels" en blaren. Ook zijn de stabiliteit en het gewicht van de loper belangrijk bij de keuze van een schoen die voor de loper geschikt is. Effectief is de schoenmaat van een hardloopschoen vaak één tot anderhalve maat groter dan die van een gewone schoen. Naast demping speelt het zogenaamde proneren (overproneren of supineren) tevens een grote rol. Overproneren betekent dat het enkelgewricht meer dan normaal naar binnen kantelt wanneer na de landing de voet wordt afgewikkeld naar de tenen voor de volgende afzet, supinatie is het tegenovergestelde. Hierdoor ontstaat een verhoogd risico op blessures. In principe proneert iedere voet in lichte mate. Dit is een normale situatie waarmee het lichaam de schok van het neerkomen enigszins opvangt en een lichte pronatie mag dan ook niet door een speciale schoen gecorrigeerd worden. De beoordeling wanneer sprake is van een overmatige pronatie of supinatie kan alleen in een goede hardloopspeciaalzaak of door een deskundig trainer beoordeeld worden. Hierbij wordt veelal gebruikgemaakt van video-opnamen. Ook uit slijtageplekken op de oude hardloopschoenen kan hierover veel afgeleid worden.

## Blote voeten

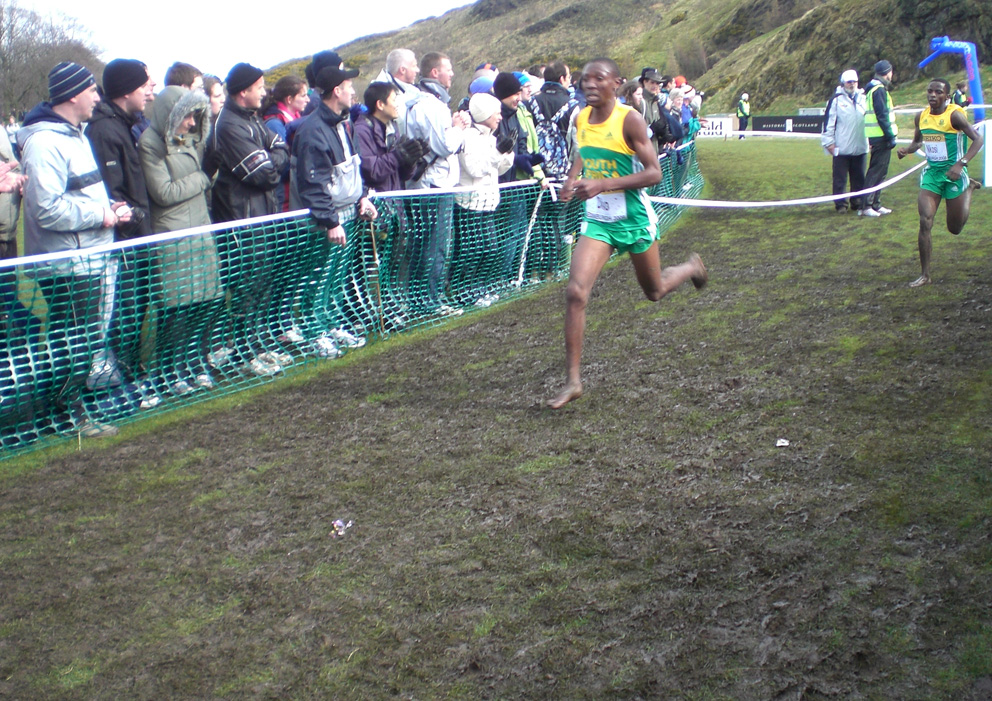
Ook op topniveau wordt weleens op blote voeten hardgelopen.

Bijna alle hardlopers lopen op schoenen, er zijn echter ook lopers die meer geloof hebben in het lopen op blote voeten. Het argument van deze lopers is dat al die goede schoenen, met alle demping, dikke hielen, stabilisatie en dergelijke het aantal blessures niet omlaag heeft gebracht. Sommige blessures ontstaan zelfs door de schoenen. Zo verzwikt men eerder de enkel, naargelang de zool dikker is. Een blote voet staat laag en zwikt niet. Andere blessures ontstaan doordat de voet en het been 'lui' worden met dikke zolen. Hieraan gerelateerd is de discussie van haklanding/voorvoetlanding. Op blote voeten landt niemand op zijn hakken. De natuurlijke landing, met blote voeten, is op de voorvoet. Direct daarna komt ook de hiel op de grond en dan wordt afgewikkeld naar de voorvoet. Dus: Bal-Hiel-Bal. Hierbij behoort een loopstijl waarbij de voeten dicht onder het lichaam blijven. De paslengte is kort, het lichaam helt enigszins voorover, zodat het zwaartepunt boven, en niet achter, de voeten ligt. Looptechnieken als poserunning en chirunning passen goed bij blootsvoets lopen. Volgens de voorstanders is het menselijk lichaam gebouwd op lopen en rennen, ook op harde, rotsachtige ondergronden, zoals die in veel delen van de wereld bestaan. Ze wijzen er bovendien op dat mensen die op blote voeten lopen veel minder voetproblemen hebben dan het geschoeide deel van de mensheid.
Het probleem om met blote voeten te gaan hardlopen is in de Westerse wereld de gewenning aan schoeisel. De zolen, voeten en benen moeten wennen aan een nieuwe belasting en techniek. Zeer langzaam opbouwen is dan het advies.

Blootsvoets lopen (hetzij wandelen, hetzij rennen) wordt in de westerse landen weinig gedaan. De voorstanders laten zich niet afschrikken. Zowel Duitsland als de Verenigde Staten kennen een uitgebreide "blote voeten-scene", bekend onder de namen barfusslaufen en barefooting. Verschillende lopers rennen marathons op blote voeten.

## Techniek
Er wordt vaak gediscussieerd over wat de perfecte hardlooptechniek is. De laatste decennia landen de beste lopers meestal met de bal van de voet op de grond (voorkant van de voet) om daarna de achterkant van de voet iets naar beneden te laten veren en daarna weer omhoog. Recreanten landen vaak op de achterkant van de voet en wikkelen daarna de voet af naar voren, iets wat toplopers tot in de jaren tachtig ook deden. Het probleem hiervan is dat je voet relatief lang aan de grond blijft, waardoor onnodig veel energie de grond in wordt geduwd. Er zijn ook lopers die met een platte voet landen. In dat geval blijft je voet relatief lang aan de grond en veer je ook minder omhoog. De optimale looptechniek is per afstand ook verschillend. Een sprinter tilt zijn knieën op topsnelheid in een hoek van 90 graden. Deze looptechniek vergt dermate veel energie, dat dit voor een langeafstandsloper bijna onmogelijk is om vol te houden tijdens de gehele afstand.

### Rencyclus

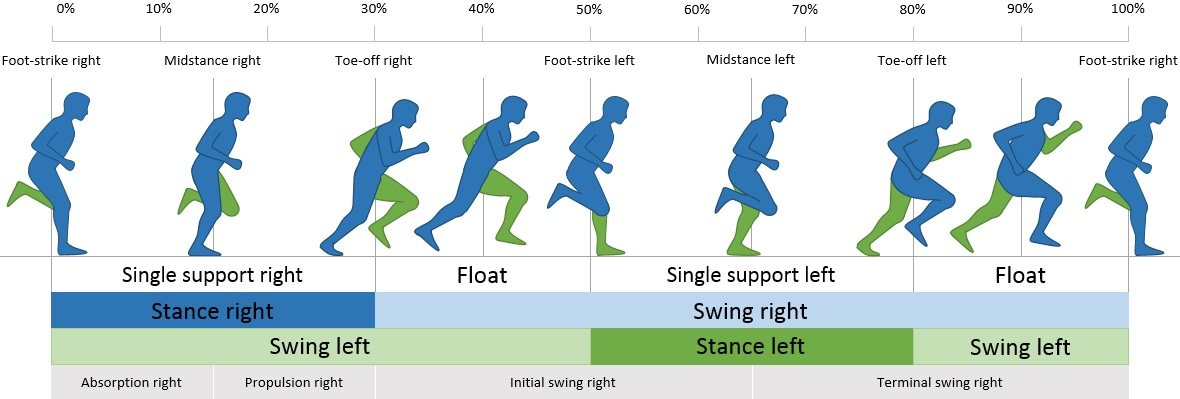

De loopcyclus kan in meerdere fasen worden onderverdeeld. Allereerst wordt onderscheid gemaakt tussen de standfase, zweeffase en zwaaifase, met daarbinnen ook weer fases:
- standfase:
  - steunopvang (shock absorption phase) vanaf voetcontact (foot-strike) op 0%. Hierbij staat bij betere lopers de voet naar beneden gebogen in plantaire flexie en wordt geland op de bal van de voet. Er zijn ook lopers die meer naar het midden landen, of die eerst hielcontact (heel-strike) maken en de voet naar boven gebogen hebben, in dorsiflexie
  - afzet (push-off phase) met de hiel los (heel-off) in plantaire flexie, zodat de bal van de voet het gewicht gaat dragen tot teen los (toe-off)
- zweeffase met beide benen van de grond
- zwaaifase

Zodra het eerste been weer hielcontact maakt, is een schrede voltooid. Een schrede bestaat bij de mens dus uit twee passen.
Tijdens de landing wordt een deel van de kinetische energie opgeslagen in elastisch weefsel – collageenrijke pezen en gewrichtsbanden – in de benen die tijdens de afzet weer terug wordt gewonnen.

## Kleding

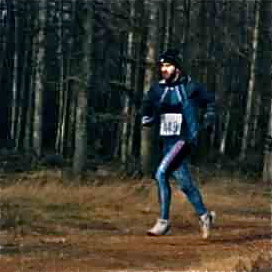
Prestatieloopje in de winter

Hardloopkleding is gemaakt om warmte en transpiratie die bij het lopen vrijkomt zo effectief mogelijk te reguleren. Deze kleding wordt daarom ook wel functionele kleding genoemd. Bij elk weertype kan de sporter hierin een keuze maken. Sportkleding moet comfortabel zitten en niet langs het lichaam schuren. Vooral wanneer er veel getranspireerd wordt kan het schuren snel verergeren. Met name tepels kunnen hier zeer gevoelig voor zijn. Een mogelijkheid is om hier een pleister overheen te plakken.
Bij warm weer is het dragen van een enkel singletje (=speciaal hardloophemd) of T-shirt met korte broek vaak meer dan voldoende.
Temperaturen onder de 12 graden Celsius nodigt veel sporters uit een lange hardloopbroek en sweater te gaan dragen.
Onder winterse omstandigheden is het verstandig om meerdere (dunne) lagen hardloopkleding te kiezen zodat de lichaamswarmte niet zo snel wordt afgevoerd dat onderkoeling ontstaat. Het dragen van een pet of muts bij koud weer kan raadzaam zijn, omdat het hoofd het enige onbedekte deel van het lichaam is en men daarom op deze plaats veel warmte verliest.

## Ondergrond
Om blessures te voorkomen, kan het beste worden gelopen op een niet-verharde ondergrond zoals zand, gras, heide of bosgrond, of een atletiekbaan. Asfalt is in dat opzicht niet optimaal, maar is nog altijd beter dan puur steen of beton, dat door zijn hardheid een hogere kans op blessures kan geven. Vanwege de egale ondergrond, worden de snelste tijden doorgaans op een atletiekbaan gelopen. Populair bij lopers zijn Finse pistes. Daar vinden ze een verkeersvrije omloop met een zachte, verende ondergrond waardoor de gewrichten gevoelig minder belast worden.

## Verenigingen
Wanneer men plezier heeft in het hardlopen, dan kan men ervoor kiezen om in verenigingsverband te gaan lopen. Dit brengt een stuk regelmaat en competitie in de training. Ook kan de begeleiding door trainers van een vereniging zorgen dat de vooruitgang beter gewaarborgd wordt en dat de looptechniek verbetert. Een betere techniek vermindert de kans op blessures. Ook wordt door veel mensen het lopen in een groep gezelliger gevonden dan alleen lopen.

## Trimloopjes en wedstrijden
Verenigingen organiseren vaak loopjes over allerlei afstanden, deze bieden een doel voor het trainen.
Sommige lopers stellen zich tot doel gewoon recreatief te blijven lopen. Anderen proberen hun prestaties te verbeteren door steeds snellere tijden neer te zetten op bijvoorbeeld de 5 km. Weer anderen trainen verder voor bijvoorbeeld de 10 km, 10 mijl, halve marathon of de hele marathon.
Naast de klassieke hardloopwedstrijden op een gebaande weg of sintelbaan kan men zich uitleven in het veldlopen of een trappenloop.

## Runner's high
Hardlopen kan verslavend werken doordat na meer dan een uur hardlopen een runner’s high kan ontstaan, wat de hardloper een euforisch gevoel geeft en wat ervoor zorgt dat pijntjes minder goed gevoeld worden. Welke stof deze runner's high veroorzaakt, is nog niet met zekerheid vastgesteld. Van oudsher werd gedacht dat endorfine het euforische gevoel veroorzaakt, maar recent onderzoek bij muizen duidt op een andere stof, anandamide. Runner's high werkt hetzelfde als veel andere verslavingen: men wil het gevoel opnieuw ervaren en zal hierdoor als het ware verslaafd raken aan de loopsport.

## Coopertest
Hardlopen kan de conditie van een persoon verbeteren. De coopertest is een test om de staat van je (aerobe) uithoudingsvermogen te beoordelen en werd ontwikkeld door de Amerikaan Kenneth H. Cooper in 1968. Het doel van deze hardlooptest is om een zo groot mogelijke afstand af te leggen in 12 minuten. Aan de hand van de afgelegde afstand kan het uithoudingsvermogen worden beoordeeld en progressie worden bijgehouden.